# شوقي خاطر
دكتور شوقي السيد أحمد خاطر من مواليد محافظة الشرقية 21 مارس 1941. وكان يشغل منصب رئيس الجهاز المركزي للمحاسبات في الفترة 22 يناير 1997 حتى استقالته من المنصب 5 أكتوبر 1999.

## المؤهلات العلمية
- الدكتوراه (محاسبة تكاليف) - (جامعة الاقتصاد العليا) - عام 1972 بعنوان الرقابة على عناصر التكاليف الصناعية غير المباشرة
- الماجستير (المحاسبة) - (جامعة الاقتصاد العليا) - عام 1970
- بكالوريوس (العلوم المالية والتجارية) - (وزارة التعليم العالي) - بتقدير جيدجدا - عام 1963

## التدرج الوظيفي
- أستاذ متفرغ في Aug 01, 2001
- أستاذ في Feb 29, 1984
- أستاذ مساعد في Nov 29, 1978
- مدرس في Dec 17, 1973

## الوظائف الإدارية
- رئيسا للجهاز المركزى للمحاسبات في 22 يناير 1997.
- رئيس الجامعة منAug 14, 1993 إلى Aug 13, 1997
- نائب رئيس الجامعة للدراسات العليا منJan 05, 1992 إلى Aug 13, 1993
- رئيس قسم منMar 27, 1988 إلى Jan 30, 1991
- عميد كلية منJan 31, 1988 إلى Jan 04, 1992
- وكيل الكلية للدراسات العليا منJul 14, 1986 إلى Jan 30, 1988
- مشرف على قسم منNov 09, 1985 إلى Oct 01, 1988
- وكيل الكلية للدراسات العليا منNov 19, 1984 إلى Jul 13, 1986

## القرار الجمهورية رقم 2 لسنة 1997
- وقد جاء في القرار انه بعد الاطلاع على الدستور وعلى قانون الجهاز المركزى للمحاسبات رقم 144 لسم 1988 وعلى موافقة مجلس الشعب المنعقدة بتاريخ 4 يناير 1997 على ترشيح الدكتور شوقى السيد احمد خاطر رئيسا للجهاز المركزى للمحاسبات تقرر:
- المادة الأولى: تعيين: شوقى احمد خاطر رئيسا للجهاز المركزى للمحاسبات بدرجة وزير - وعلى ان ينشر القرار في الجريدة الرسمية ويعمل به اعتبارا من 22 يناير 1997 حتى استقالته في 5 أكتوبر 1999.

## الخبرات
- محاسب بالمؤسسة القومية للقوات المسلحة

المؤسسة القومية للقوات المسلحة - جمهورية مصر العربية
من Jul 23, 1963 إلى Jan 12, 1964
- وكيل حسابات بوزارة الخزانة

وزارة الخزانة - جمهورية مصر العربية
من Jan 13, 1964 إلى Sep 23, 1968
- مدرس بقسم المحاسبة بالمعهد العالى للتجارة الخارجية

المعهد العالى للتجارة الخارجية - جمهورية مصر العربية
من Aug 05, 1972 إلى Dec 16, 1973